# 大阪府道200号上河内富田林線
大阪府道200号上河内富田林線(おおさかふどう200ごう かみかわちとんだばやしせん）は、大阪府南河内郡河南町から富田林市に至る一般府道である。

## 概要
南河内郡河南町大字上河内から富田林市南大伴町1丁目に至る。起点付近に狭隘道路区間が存在する。

### 路線データ
- 起点：大阪府南河内郡河南町大字上河内（国道309号交点、大阪府南河内広域農道上）
- 終点：大阪府富田林市南大伴町1丁目（南大伴交差点、大阪府道・奈良県道705号富田林五條線交点）

## 路線状況

### 重複区間
- 大阪府南河内広域農道（南河内郡河南町大字上河内（起点） - 南河内郡河南町大字白木）
- 大阪府道27号柏原駒ヶ谷千早赤阪線（南河内郡河南町大字白木・白木南交差点 - 南河内郡河南町大字寺田・寺田交差点）

### 道路施設

#### 橋梁
- 上東条橋（千早川、富田林市）

## 地理

### 通過する自治体
- 大阪府
  - 南河内郡河南町 - 富田林市

### 交差する道路
| 交差する道路                                                                    | 市町村名 | 市町村名 | 交差する場所  | 交差する場所        |
| ------------------------------------------------------------------------------- | -------- | -------- | ------------- | ------------------- |
| 国道309号 大阪府南河内広域農道 / 南河内フルーツロード 重複区間起点              | 南河内郡 | 河南町   | 大字上河内    | 起点                |
| 大阪府南河内広域農道 / 南河内フルーツロード 重複区間終点                        | 南河内郡 | 河南町   | 大字白木      |                     |
| 大阪府道27号柏原駒ヶ谷千早赤阪線 重複区間起点                                   | 南河内郡 | 河南町   | 大字白木      | 白木南交差点        |
| 大阪府道27号柏原駒ヶ谷千早赤阪線 重複区間終点 奈良県道・大阪府道704号竹内河南線 | 南河内郡 | 河南町   | 大字寺田      | 寺田交差点          |
| 大阪府道・奈良県道705号富田林五條線                                             | 富田林市 | 富田林市 | 南大伴町1丁目 | 南大伴交差点 / 終点 |

### 沿線
- 弘川寺
- 河南町立かなん桜小学校
- 河南町立総合運動場
- 河南町役場